# (31510) Saumya
1999 CQ85 (asteroide 31510) é um asteroide da cintura principal. Possui uma excentricidade de 0.13280530 e uma inclinação de 5.86072º.
Este asteroide foi descoberto no dia 10 de fevereiro de 1999 por LINEAR em Socorro.